# Henri d’Harcourt
Henri d’Harcourt, diuk Harcourt (ur. 2 kwietnia 1654, zm. 19 października 1718 w Paryżu) – francuski oficer i dyplomata, marszałek Francji.
Był błyskotliwym i wykształconym oficerem, lecz także podstępnym  intrygantem. Umiał zjednać sobie marszałka Louvois. Jego karierę wspomagała markiza de Maintenon, faworyta Ludwika XIV. W roku 1703 został Marszałkiem Francji.